# Brwinów
Brwinów ist eine Stadt im Powiat Pruszkowski der Woiwodschaft Masowien in Polen. Sie hat etwa 13.600 Einwohner und ist Sitz der gleichnamigen Stadt-und-Land-Gemeinde mit 26.812 Einwohnern (Stand 31. Dezember 2020).

## Geographische Lage
Der Ort liegt etwa 20 Kilometer südwestlich vom Zentrum Warschaus.

## Geschichte
Die erste urkundliche Erwähnung des Ortes als Brwinowo stammt aus dem Jahr 1406. 1423 wird eine Pfarrei erwähnt, die damit eine der ältesten Masowiens ist. Die zugehörige Kirche ist dem Heiligen Florian (św. Florian) geweiht.
Anfang des 18. Jahrhunderts erhielt der Ort das Stadtrecht, verlor es aber 1831 bereits wieder. 
Am 14. Juni 1845 fuhr das erste Mal ein Zug auf der Strecke Warschau – Wien.
1910 wurde die Freiwillige Feuerwehr von Brwinów gegründet.
1927 bis 1937 wurde die hölzerne Kirche durch eine gemauerte ersetzt.
Am 1. September 1939 wurde die Stadt von der deutschen Luftwaffe bombardiert.
Am 12. September 1939 kam es bei der Stadt zu einer Schlacht zwischen der Wehrmacht und dem 36. Grenadierregiment. Am 17. Januar 1945 endete die Besatzung durch die Deutschen.
1950 erhielt der Ort wieder das Stadtrecht. Von 1975 bis 1998 gehörte die Gemeinde zur Woiwodschaft Warschau.

### Einwohnerentwicklung
| Jahr          | 1825 | 1870er | 1939  | 1961   | 2005   |
| Einwohnerzahl | 374  | 700    | 4.200 | 10.467 | 11.889 |

## Bauwerke
- die Kirche des Heiligen Florian (św. Floriana)
- der römisch-katholische Friedhof von 1820
- der Kowalski-Palast von 1909 in der ul. Dworcowa 5
- die Landwirtschaftsschule von 1900 in der ul. Pszczelińska 99
- die Villen Chałupka (1908) in der ul. Batorego 8, Zagroda (1905–1910) in der ul. Grodziska 57, Janina (1909–1911) in der ul. Leśna 14, Kossowskich in der ul. Leśna 18 und weitere.

## Gemeinde
Zur Stadt-und-Land-Gemeinde (gmina miejsko-wiejska) Brwinów mit einer Fläche von 69,2 km² gehören die Stadt selbst und 15 Dörfer mit Schulzenämtern.

## Verkehr
Durch die Stadt verläuft die Woiwodschaftsstraße 720. Zehn Kilometer nordwestlich von Brwinów endet die Straße in der Stadt Błonie, durch die die Europastraße 30 verläuft. Etwa acht Kilometer südlich endet die 720 in der Europastraße 67. In südwestliche Richtung führt die 719 nach Warschau. Die Stadt liegt an der Bahnstrecke Warszawa–Katowice.